# Трилобітоподібні
Трилобітоподі́бні (Trilobitomorpha) — підтип типу Членистоногі. Цілком вимерла група морських членистоногих тварин, які досягли розквіту на початку палеозойської ери (кембрійський та ордовицький періоди), а останні знахідки датуються кінцем палеозою. Розміри трилобітоподібних коливалися у великих межах — від кількох міліметрів до 75 см у довжину. На сьогодні описано понад 10 тис. видів.
Для представників цього підтипу характерне поєднання рис високої спеціалізації (значна цефалізація, одногіллясті кінцівки) та примітивних ознак (неспеціалізовані ротові кінцівки, гомономна сегментація тулуба, анаморфоз тощо). Тіло поділене на голову й тулуб. На голові розміщені пара вусиків та чотири пари ротових кінцівок, які не відрізняються від тулубних. Тулуб з сегментів, які несуть пару кінцівок. Задні сегменти зливаються з пігідієм, утворюючи хвостовий відділ.
Відомо чотири класи; найбільший з них — Trilobita, куди входять понад 90% усіх описаних видів.

## Ресурси Інтернету
1. http://www.tyler.net/coop/tbites.html%5Bнедоступне+посилання+з+липня+2019%5D
2. http://www.trilobites.info/triloclass.htm

| Цератопс | Це незавершена стаття з палеонтології. Ви можете допомогти проєкту, виправивши або дописавши її. |